# Харрис, Джо Фрэнк
Джозеф Франклин Харрис (англ. Joseph Franklin Harris; род. 16 февраля 1936, Картерсвилл, Джорджия) — американский предприниматель и политический деятель, 78-й губернатор штата Джорджия (1983—1991).

## Биография
Родился 16 февраля 1936 года в Картерсвилле, штат Джорджия, США. На протяжении одного года Харрис учился в колледже Эсбери, а в 1958 году окончил Университет Джорджии по специальности бизнес-администрирование. После окончания учёбы Харрис вернулся в свой родной Картерсвилл, чтобы помочь своему отцу Фрэнку и брату Фреду в развитии семейного цементного бизнеса, который проработал до 1980 года.

## Карьера
В 1964 году Харрис принял решение о выдвижении своей кандидатуры в Палату представителей Джорджии, где впоследствии проработал девять сроков и в 1974 году возглавил комитет по ассигнованиям.
В 1982 году Харрис баллотировался на пост губернатора Джорджии и при поддержке спикера Палаты представителей штата Тома Мёрфи он смог победить члена Палаты представителей США Бо Джинна, отслужив впоследствии на посту губернатора два срока.
С 1995 по 2009 год Харрис работал в Университете Джорджии в качестве научного сотрудника и преподавателя факультета политических исследований.